# 플러머-빈슨 증후군
플러머-빈슨 증후군(Plummer–Vinson syndrome)은 삼킴장애, 철분결핍성 빈혈, 설염, 구순증, 식도막 등을 특징적으로 보이는 희귀질환이다. 철분을 보충하거나 식도를 기계적으로 확장하는 방식으로 치료하면 일반적으로 완벽한 예후를 기대할 수 있다.
역학에 관한 구체적인 자료는 알려져 있지 않으나, 플러머-빈슨 증후군은 극히 드물게 발병한다. 이전에 플러머-빈슨 증후군이 발병하던 국가들에서 영양 상태가 개선되면서 유병률이 감소하고 있다는 가설이 있다. 보통 폐경 전후의 여성에서 발생한다. 식도나 인두의 편평상피세포암종 발생 위험이 증가하기 때문에 플러머-빈슨 증후군을 확인하고 추적관찰할 수 있다.